# O sweet Saint-Martin's Land
O sweet Saint-Martin's Land es el himno bi-nacional de la isla de San Martín, cuya soberanía está compartida entre la República Francesa al norte y el Reino de los Países Bajos al sur.

## Creador
- El Padre Gérard Kemps, fue enviado en 1954 por la Iglesia católica como cura de la parroquia francesa de la isla de San Martín, tuvo la inspiración, cuatro años después de su llegada, de componer una canción que glorificaba la dulzura de vivir, la gracia y la belleza incomparable de la isla que le había acogido.
- En 1958, compuso la canción O Sweet Saint Martin's Land en inglés que hoy forma parte de la memoria colectiva de todos los sanmartinenses. La letra y la melodía tuvieron la aprobación de todos rápidamente y esta canción se hizo el emblema musical ambas partes de la isla. Creó también una versión en francés pero la melodía y la letra son diferentes de la versión en inglés.
- En 1980, era el cura de la iglesia de Grand-Case. En 1984, la reina Beatriz de los Países Bajos nombró al Padre Kemps "Caballero de la orden de Orange-Nassau ".

## Letra y música
- En 1980, se editó[1] un disco de vinilo de 12 pulgadas, en Países Bajos con la colaboración del coro de la iglesia católica de Marigot y el Padre Kemps que canta en solista. Sobre la cara "A" hay una versión en inglés y sobre la cara "B" en francés. En la parte trasera de la cobertura figura la letra original en ambos idiomas.

- Escuchar la versión en inglés desde la página del gobierno de Sint Maarten

| Letra original | Letra original | Traducción de la versión francesa en inglés |
| En inglés | En francés | Traducción de la versión francesa en inglés |
| Where over the world, say where, You find an island there, So lovely small with nations free With people French and Dutch Though talking English much, As thee Saint Martin in the sea ? Chorus : O sweet Saint Martin's Land So bright by beach and strand With sailors on the sea and harbors free Where the chains of mountains green Variously in sunlight sheen Oh I love thy Paradise, Nature beauty fairly nice (twice)'' How pretty between all green Flamboyants beaming gleam Of flowers red by sunlight set Thy cows and sheep and goats In meadows or on the roads Thy donkeys keen I can't forget Thy useful birds in white Their morn and evening flight Like aircrafts-wings in unity Their coming down for food Then turning back to roost Bring home to me their harmony Saint Martin I like thy name In which Columbus fame And memories of old are closed For me a great delight Thy Southern Cross the night May God the Lord protect thy coast! . | Trouvez-moi une perle si chère, comme l'île Saint-Martin en mer, chaîne de mornes et vallées; riche de plages bien dorées qui donnent la paix, donnent le repos dans ses mornes et toutes ses eaux. Chœur (refrain) : Saint-Martin, Saint-Martin, Si jolie en tous ses coins. (bis) Quel charme ses flamboyants, leur fleurs un enchantement, tout un bouquet de flammes vives. Quand le soleil ici arrive, donnant splendeur, montrant beauté, Quel éclat de tous cotés. Sa cime "le Pic Paradis", ravit les touristes ici, d'où sa verdure fait merveille; un panorama sans pareil, voyant les plaines, voyant la mer, colorées en bleu et vert. Le vol de ses pélicans, gracieux et si élégants quand ils plannent haut en l'air, quand ils plongent dans la mer; Dites-moi l'endroit, où on les voit, lorsqu'ils fondent sur leur proies Son nom toujours Saint-Martin rest'ra dans l'histoire sans fin, Christophe Colomb l'a découverte, lui a donné son nom si cher, Dieu protecteur, Dieu de bonté, garde-la bien en prospérité ! | Find me a pearl so dear, as the island of St. Martin in the sea, chain of hills and valleys; rich golden brown beaches giving peace, give the rest in its bleak and all its waters. Chorus: St. Martin, St. Martin, So pretty in all its corners.(repeat) What his flamboyant charm, their enchanting flowers, a whole bunch of flames. When the sun comes here, giving splendor, showing beauty, What splendor on all sides. Its top "Pic Paradis", delights tourists here, hence its green works wonders; an unparalleled panorama, Seeing the plains, seeing the sea, colored blue and green. Theft of its pelicans, graceful and elegant when they hover high into the air, when they dive into the sea; Tell me the place where we see them, when based on their prey His name always St. Martin Will in the never ending story, Christopher Columbus discovered it, gave it its name so dear, Patron god, God of goodness, guard it well in prosperity! |

| Traducciones en neerlandés / holandés | |
| Partiendo de la versión inglesa | Partiendo de la versión francesa |
| Waar over de hele wereld, zeggen waar, U vindt een eiland, Zo mooi klein met landen vrij Met mensen het Frans en het Nederlands Hoewel praten Engels veel, Als u Saint Martin in de zee? Koor : O lieve Land van Sint Maarten Zo helder door strand en streng Met de schippers op de zee en de havens vrij Waar de ketenen van de bergen groen Afwisselend in het zonlicht glans O Ik hou van uw Paradijs, Natuur-schoonheid heel aardig (twee keer) Hoe mooi tussen alle groene Kleurrijken stralende glans Van de bloemen rood door zonlicht stellen Uw koeien en schapen en geiten In weilanden of op wegen Uw ezels willen kan ik niet vergeten Uw nuttige vogels in wit Hun morgen en 's avonds de vlucht Net als vliegtuig-vleugels in eenheid Hun komst naar beneden voor voedsel Vervolgens terug te keren naar stok Mee naar huis om me de harmonie Sint Maarten Ik hou van uw naam In welke Columbus roem En herinneringen van de oude zijn die Voor mij een grote vreugde Uw nachts van der Zuiderkruis Moge God de Heer te beschermen, uw kust! | Vind me een parel zo dierbaar, als het eiland van Sint Maarten in de zee, keten van heuvels en dalen; rijke goudbruin stranden het geven van vrede, geef de rest in zijn sombere en al haar wateren. Koor : Sint Maarten, Sint Maarten, Zo mooi in al zijn hoeken. (herhalen) Wat zijn flamboyante charme, hun betoverende bloemen, een hele hoop van vlammen. Als de zon komt hier het geven van pracht en praal, waarin schoonheid, Wat pracht aan alle kanten. De top "Pic Paradis", heerlijkheden toeristen hier, vandaar de groene doet wonderen; een ongeëvenaarde panorama, Het zien van de vlakte, het zien van de zee, kleur blauw en groen. Diefstal van de pelikanen, sierlijk en elegant als ze zweven hoog in de lucht, als ze duiken in de zee; Vertel me de plaats waar we ze zien, wanneer op basis van hun prooi Zijn naam altijd Sint Maarten rest'ra in de nooit eindigende verhaal Christoffel Columbus ontdekt, gaf het zijn naam zo dierbaar is, Patron god, God van goedheid, goed bewaken van de welvaart! |